# Foro de Arcadio

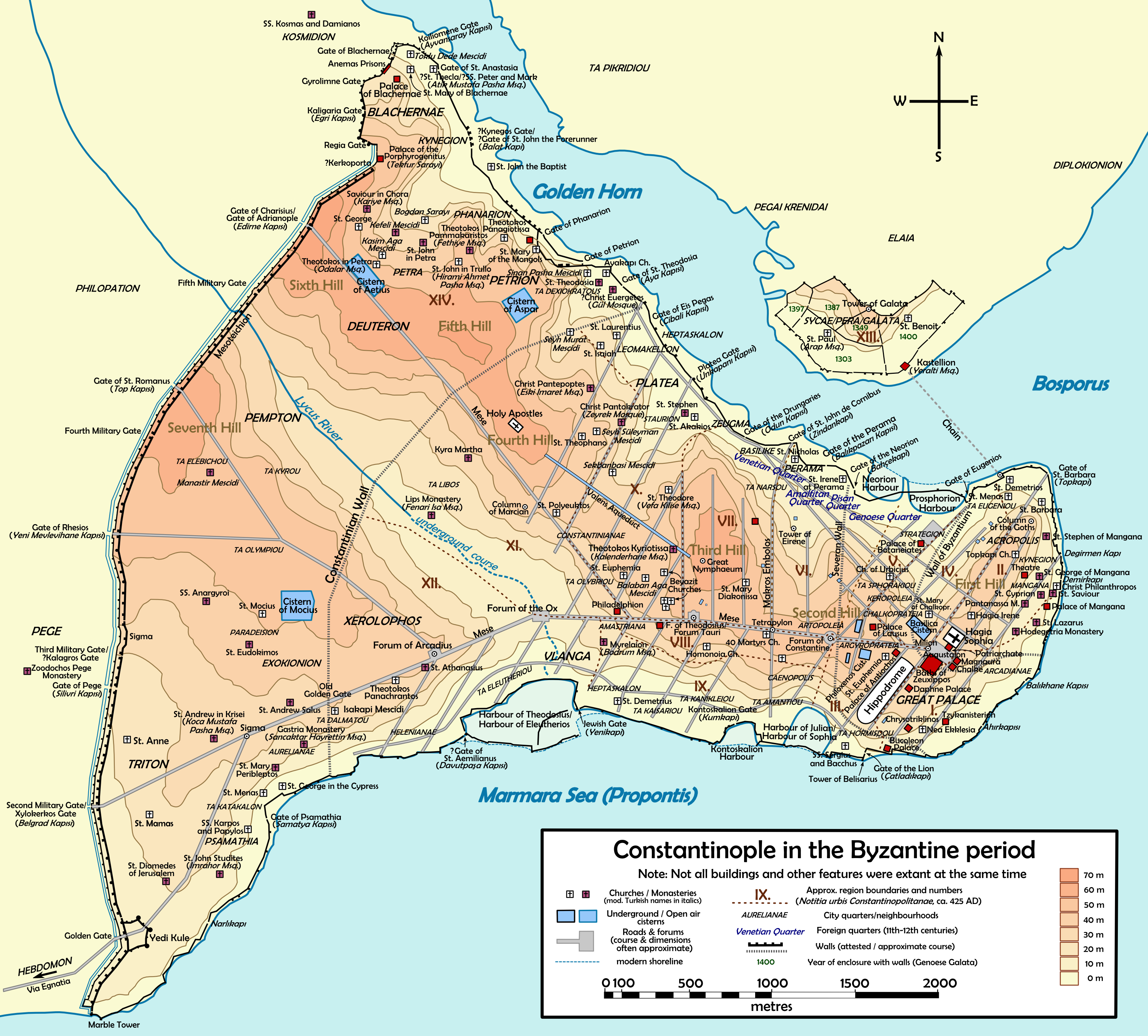
Mapa de la Constantinopla bizantina.

El Foro de Arcadio (en latín: Forum Arcadii, griego: Φόρος τοῦ Ἀρκαδίου) fue construido por el emperador Arcadio en la ciudad de Constantinopla —actual Estambul— en 403. Edificado en el área de Xerolophos, era el último foro antes de llegar a las murallas de Constantino y la Puerta de Oro, en una línea de foros que incluía el Foro de Teodosio, el Foro de Constantino, el Foro del buey y el Foro Amastriano, construidos hacia el oeste desde el centro de la ciudad a lo largo del Mese.

## Historia
El foro fue convertido más tarde por los otomanos en un bazar, conocido como Avrat Pazari o «Bazar de la Mujer», ya que se utilizaba para la subasta de esclavas, también conocidas como Cariye, que técnicamente durante este período tenían un estatus social completamente diferente que los esclavos ordinarios.
La Columna de Arcadio, ubicada en el centro del foro, estaba decorada con bandas espirales de escultura en bajorrelieve que representaban los triunfos del emperador, como la Columna de Trajano en Roma. En la parte superior de la columna, que tenía más de 50 metros de altura, se encontraba un enorme capital corintio coronado por una estatua ecuestre de Arcadio, colocada allí en 421 por su hijo, Teodosio II. Esta estatua con el tiempo fue derribada de la columna y destruida durante un terremoto en 704. La propia columna permaneció de pie durante otros mil años hasta que fue demolida deliberadamente en 1715, cuando parecía estar en peligro inminente de derrumbarse sobre las casas vecinas. Ahora todo lo que queda son la base mutilada y algunos fragmentos de la escultura de la columna que están en exhibición en el Museo Arqueológico de Estambul.